# Liste der Wappen im Landkreis Bernkastel-Wittlich
Die Liste der Wappen im Landkreis Bernkastel-Wittlich in Rheinland-Pfalz, Deutschland.

## Landkreis Bernkastel-Wittlich

Landkreis Bernkastel-Wittlich
Lage in Rheinland-Pfalz
Lage in Deutschland

## Verbandsfreie Gemeinden/Städte

Morbach, Verbandsfreie Gemeinde
Wittlich, Kreisstadt

## Verbandsgemeinde Bernkastel-Kues

Verbandsgemeinde Bernkastel-Kues

Bernkastel-Kues
Brauneberg
Burgen
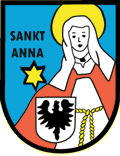
Erden
Gornhausen
Graach an der Mosel
Hochscheid
Kesten
Kleinich
Kommen
Lieser
Lösnich
Longkamp
Maring-Noviand
Minheim
Monzelfeld
Mülheim an der Mosel
Neumagen-Dhron
Piesport
Ürzig
Veldenz
Wintrich
Zeltingen-Rachtig

## Verbandsgemeinde Thalfang am Erbeskopf

Verbandsgemeinde Thalfang am Erbeskopf

Berglicht
Breit
Büdlich
Burtscheid
Deuselbach
Dhronecken
Etgert
Gielert
Gräfendhron
Heidenburg[1]
Hilscheid
Horath
Immert
Lückenburg[2]
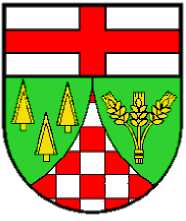
Malborn
Merschbach
Neunkirchen
Rorodt
Schönberg
Talling
Thalfang

## Verbandsgemeinde Traben-Trarbach

Verbandsgemeinde Traben-Trarbach

Bausendorf
Bengel
Burg (Mosel)
Diefenbach
Enkirch
Flußbach
Hontheim
Irmenach
Kinderbeuern
Kinheim
Kröv
Lötzbeuren
Reil
Starkenburg
Traben-Trarbach, Stadt
Willwerscheid

## Verbandsgemeinde Wittlich-Land

Früheres Wappen der Verbandsgemeinde Wittlich-Land
Wappen der Verbandsgemeinde Wittlich-Land seit 2016

Altrich
Arenrath
Bergweiler
Bettenfeld
Binsfeld
Bruch
Dierfeld
Dierscheid
Dodenburg
Dreis
Eckfeld[3]
Eisenschmitt[4]
Esch
Gipperath
Gladbach
Greimerath
Großlittgen[5]
Hasborn
Heckenmünster
Heidweiler
Hetzerath
Hupperath
Karl
Klausen
Landscheid
Laufeld
Manderscheid
Meerfeld
Minderlittgen
Musweiler
Niederöfflingen[6]
Niederscheidweiler
Niersbach
Oberöfflingen[7]
Oberscheidweiler
Osann-Monzel
Pantenburg
Platten
Plein
Rivenich
Salmtal
Schladt
Schwarzenborn
Sehlem
Wallscheid

## Wappen ehemaliger Verbandsgemeinden

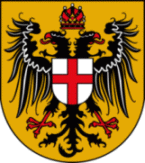
Verbandsgemeinde Kröv-Bausendorf
Verbandsgemeinde Manderscheid
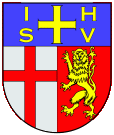
Verbandsgemeinde Neumagen-Dhron
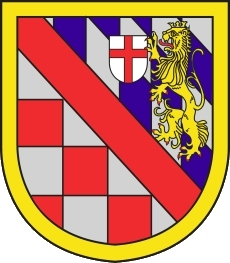
Verbandsgemeinde Traben-Trarbach (1968–2014)

## Wappen ehemaliger Gemeinden

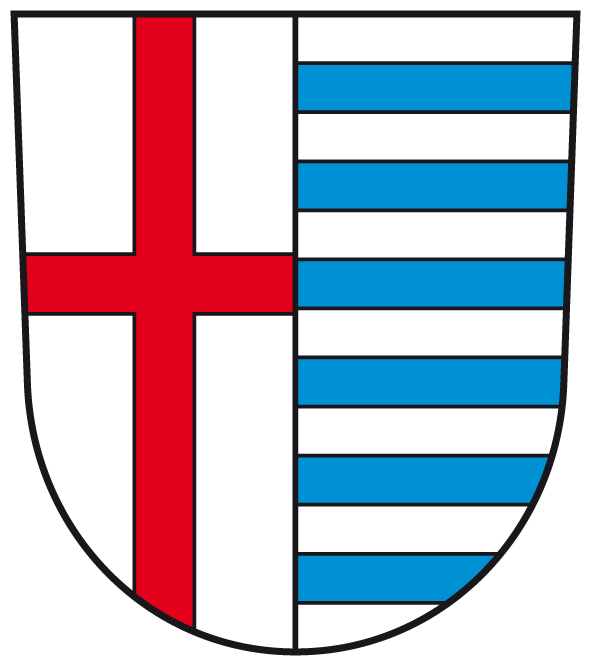
Gemeinde Neumagen-Dhron Ortsteil Neumagen
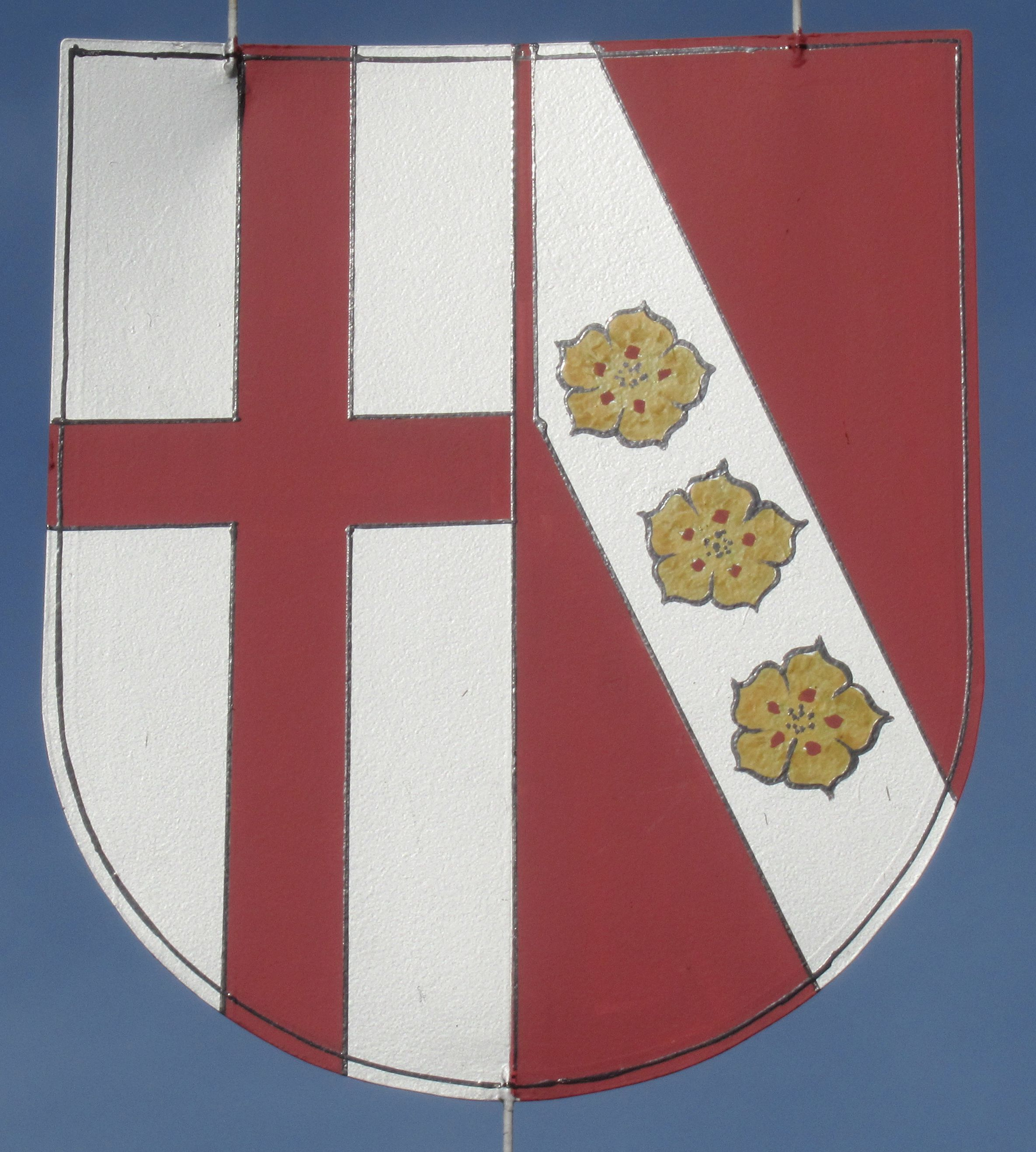
Ortsteil Dhron

## Blasonierungen
1. ↑  Heidenburg: Schild von eingebogener Spitze, darin ein goldener Pflug mit silberner Flugschar, gespalten, vorne in Silber ein rotes Balkenkreuz, hinten in Silber zwei grüne Heidekrautstengel mit roten Blüten.
2. ↑  Lückenburg: Schild von eingebogener grüner Spitze, darin ein silberner Turm, rechts und links von je zwei silbernen Eichenblättern begleitet, gespalten; vorn in Silber ein rotes Balkenkreuz, hinten in Gold ein blaubewehrter roter Löwe.
3. ↑  Eckfeld: In Gold ein erniedrigter roter Zickzackbalken, belegt mit schwarzem Keil, darin drei goldene Ähren unter einer goldenen Krone.
4. ↑  Eisenschmitt: Gespalten von Gold durch eine eingebogene rote Spitze, darin ein silbernes Gemerke der verschlungenen Buchstaben I und S, vorne ein roter Sparrbalken, hinten schräggekreuzt schwarzer Hammer und schwarze Zange.
5. ↑  Großlittgen: Unter silbernem Schildhaupt, darin ein rotes Balkenkreuz, durch eingeschweifte goldene Spitze, darin ein schwarzer Löwe, gespalten: rechts in Rot ein silbernes Schwert, links in Rot zwei ineinander geschlungene goldene Ringe.
6. ↑  Niederöfflingen: Durch eingeschweifte blaue Spitze, darin eine goldene Schale mit silberner Wasserfontäne, links in Silber das rote kurtrierische Kreuz, rechts in Silber eine rote Lilie.
7. ↑  Oberöfflingen: Von Rot über Silber geteilt, oben ein silbernes Glevenkreuz, unten drei rote Schrägbalken.
8. ↑  Neumagen: „Gespalten; vorne in Silber ein durchgehendes rotes Kreuz, hinten in Silber sechs blaue Balken.“
9. ↑  Dhron:„Ein rotes Kreuz auf silbernem Grund und hinten einen silbernen schrägen Balken auf rotem Grund mit drei grün beblätterten, gold besamten Rosen.“